# Förenade arabemiraten i olympiska sommarspelen 2012
Förenade arabemiraten deltog i olympiska sommarspelen 2012 som ägde rum i London i Storbritannien mellan den 27 juli och den 12 augusti 2012.

## Fotboll
- Huvudartikel: Fotboll vid olympiska sommarspelen 2012

Herrar
Tränare: Mahdi Ali
| Nr | Pos. | Namn               | Födelsedatum (ålder)      | Matcher | Mål |                       | Klubb      |
| -- | ---- | ------------------ | ------------------------- | ------- | --- | --------------------- | ---------- |
| 1  | MV   | Ali Khasif*        | 9 juni 1987 (25 år)       |         |     | Förenade arabemiraten | Al Jazira  |
| 2  | F    | Saad Surour        | 19 juli 1990 (22 år)      |         |     | Förenade arabemiraten | Al Ahli    |
| 3  | F    | Abdulaziz Hussain  | 10 september 1990 (21 år) |         |     | Förenade arabemiraten | Al Shabab  |
| 4  | F    | Mohamed Ahmed      | 16 april 1989 (23 år)     |         |     | Förenade arabemiraten | Al Shabab  |
| 5  | MF   | Amer Abdulrahman   | 3 juli 1989 (23 år)       |         |     | Förenade arabemiraten | Baniyas    |
| 6  | F    | Ali Alamri         | 7 januari 1989 (23 år)    |         |     | Förenade arabemiraten | Al Nasr    |
| 7  | MF   | Ismail Al Hammadi* | 1 juli 1988 (24 år)       |         |     | Förenade arabemiraten | Al Ahli    |
| 8  | F    | Hamdan Al Kamali   | 2 maj 1989 (23 år)        |         |     | Förenade arabemiraten | Al Wahda   |
| 9  | A    | Ahmed Ali          | 28 januari 1990 (22 år)   |         |     | Förenade arabemiraten | Baniyas    |
| 10 | A    | Ismail Matar*      | 7 april 1983 (29 år)      |         |     | Förenade arabemiraten | Al Wahda   |
| 11 | F    | Ahmed Khalil       | 8 juni 1991 (21 år)       |         |     | Förenade arabemiraten | Al Ahli    |
| 12 | MF   | Habib Fardan       | 11 november 1990 (21 år)  |         |     | Förenade arabemiraten | Al Nasr    |
| 13 | MF   | Khamis Esmaeel     | 16 augusti 1989 (22 år)   |         |     | Förenade arabemiraten | Emirates   |
| 14 | F    | Abdelaziz Sanqour  | 7 maj 1989 (23 år)        |         |     | Förenade arabemiraten | Al Sharjah |
| 15 | MF   | Omar Abdulrahman   | 20 september 1991 (20 år) |         |     | Förenade arabemiraten | Al Ain     |
| 16 | MF   | Rashed Eisa        | 24 augusti 1990 (21 år)   |         |     | Förenade arabemiraten | Al Wasl    |
| 17 | MF   | Mohamed Fawzi      | 22 februari 1990 (22 år)  |         |     | Förenade arabemiraten | Baniyas    |
| 18 | MV   | Khalid Eisa        | 15 maj 1989 (23 år)       |         |     | Förenade arabemiraten | Al Jazira  |

Gruppspel
| Nr | Lag                   | S | V | O | F | GM | IM | MS | P |
| -- | --------------------- | - | - | - | - | -- | -- | -- | - |
| 1  | Storbritannien        | 3 | 2 | 1 | 0 | 5  | 2  | +3 | 7 |
| 2  | Senegal               | 3 | 1 | 2 | 0 | 4  | 2  | +2 | 5 |
| 3  | Uruguay               | 3 | 1 | 0 | 2 | 2  | 4  | −2 | 3 |
| 4  | Förenade arabemiraten | 3 | 0 | 1 | 2 | 3  | 6  | −3 | 1 |

| 4 | 26 juli, 17:00 | Förenade arabemiraten U23 | 1 – 2 | Uruguay U23 | Old Trafford, Manchester |  |
|   |                |                           |       |             |                          |  |
|   |                |                           |       |             |                          |  |
|   |                |                           |       |             |                          |  |

| 16 | 29 juli, 19:45 | Storbritannien U23 | 3 – 1 | Förenade arabemiraten U23 | Wembley Stadium, London |  |
|    |                |                    |       |                           |                         |  |
|    |                |                    |       |                           |                         |  |
|    |                |                    |       |                           |                         |  |

| 23 | 1 augusti, 19:45 | Senegal U23 | 1 – 1 | Förenade arabemiraten U23 | City of Coventry Stadium |  |
|    |                  |             |       |                           |                          |  |
|    |                  |             |       |                           |                          |  |
|    |                  |             |       |                           |                          |  |

## Friidrott
- Huvudartikel: Friidrott vid olympiska sommarspelen 2012

Förkortningar
- Notera – Placeringar gäller endast den tävlandes eget heat
- Q = Kvalificerade sig till nästa omgång via placering
- q = Kvalificerade sig på tid eller, i fältgrenarna, på placering utan att ha nått kvalgränsen
- NR = Nationellt rekord
- N/A = Omgången inte möjlig i grenen
- Bye = Idrottaren behövde inte delta i omgången

Herrar
Fältgrenar
| Idrottare              | Gren    | Kval  | Kval      | Final            | Final            |
| Idrottare              | Gren    | Längd | Placering | Längd            | Placering        |
| ---------------------- | ------- | ----- | --------- | ---------------- | ---------------- |
| Mohammad Abbas Darwish | Tresteg | 16.06 | 24        | Gick inte vidare | Gick inte vidare |

Damer
Bana och väg
| Idrottare        | Gren    | Heat     | Heat      | Semifinal        | Semifinal        | Final            | Final            |
| Idrottare        | Gren    | Resultat | Placering | Resultat         | Placering        | Resultat         | Placering        |
| ---------------- | ------- | -------- | --------- | ---------------- | ---------------- | ---------------- | ---------------- |
| Betlhem Desalegn | 1 500 m | 4:14.07  | 14        | Gick inte vidare | Gick inte vidare | Gick inte vidare | Gick inte vidare |

## Judo
Herrar
| Idrottare       | Gren                   | 32-delsfinal         | Sextondelsfinal        | Åttondelsfinal       | Kvartsfinal          | Semifinal            | Återkval             | Bronsmatch           | Final                | Final            |
| Idrottare       | Gren                   | Motståndare Resultat | Motståndare Resultat   | Motståndare Resultat | Motståndare Resultat | Motståndare Resultat | Motståndare Resultat | Motståndare Resultat | Motståndare Resultat | Placering        |
| --------------- | ---------------------- | -------------------- | ---------------------- | -------------------- | -------------------- | -------------------- | -------------------- | -------------------- | -------------------- | ---------------- |
| Humaid Al Derei | Halv lättvikt (-66 kg) | BYE                  | Awad (EGY) L 0001–0101 | Gick inte vidare     | Gick inte vidare     | Gick inte vidare     | Gick inte vidare     | Gick inte vidare     | Gick inte vidare     | Gick inte vidare |